# Lambreva Beach
Der Lambreva Beach (englisch; bulgarisch бряг Ламбрева brjag Lambrewa) ist ein größtenteils unvereister, 1,3 km langer und 17 Hektar großer Strand an der Nordwestküste von Nelson Island im Archipel der Südlichen Shetlandinseln. Er erstreckt sich zwischen dem Sabin Point im Südwesten und dem Smilets Point im Nordosten.
Die bulgarische Kommission für Antarktische Geographische Namen benannte ihn 2021 nach der bulgarischen Krankenschwester und Schriftstellerin Anka Lambrewa (1895–1976), die als erste bulgarische Frau die Erde umrundete.